# Chuyện hai thành phố

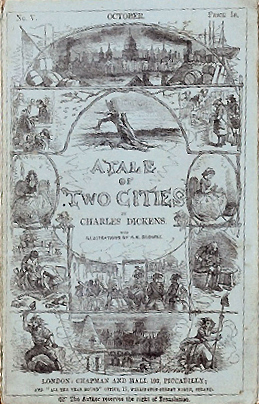
Bìa tập 5 trong xê ri năm 1859

Chuyện hai thành phố hay Hai kinh thành, nguyên tác: A Tale of Two Cities (1859) là một cuốn tiểu thuyết của Charles Dickens, viết tại London và Paris trước và trong cuộc Cách mạng Pháp. Với hơn 200 triệu bản được bán ra, nó nằm trong các tác phẩm nổi tiếng nhất trong lịch sử văn chương hư cấu.
Cuốn tiểu thuyết mô tả hoàn cảnh của nông dân Pháp và tầng lớp quý tộc Pháp trong những năm dẫn đến cuộc cách mạng, sự tàn bạo của những người cách mạng đối với tầng lớp quý tộc cũ trong những năm đầu của cuộc cách mạng, và nhiều điểm tương đồng xã hội với cuộc sống trong London trong khoảng thời gian tương tự qua việc tái hiện cuộc sống của một vài nhân vật thông qua những sự kiện này. Cuốn tiểu thuyết 45 chương được xuất bản trong 31 tuần từ tháng 4 năm 1859 đến tháng 11 năm 1859.